# Arguel (Somme)
Arguel és un municipi francès situat al departament del Somme i a la regió dels Alts de França. L'any 2007 tenia 33 habitants.

## Demografia

### Població

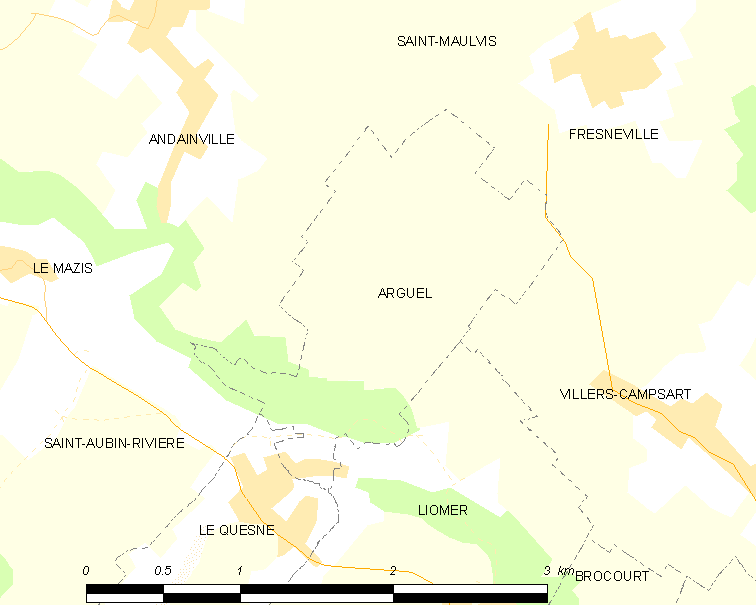
mapa del municipi

El 2007 la població de fet d'Arguel era de 33 persones. Hi havia 12 famílies de les quals 4 eren unipersonals (4 homes vivint sols), 4 parelles sense fills i 4 parelles amb fills.
La població ha evolucionat segons el següent gràfic:
Habitants censats

### Habitatges

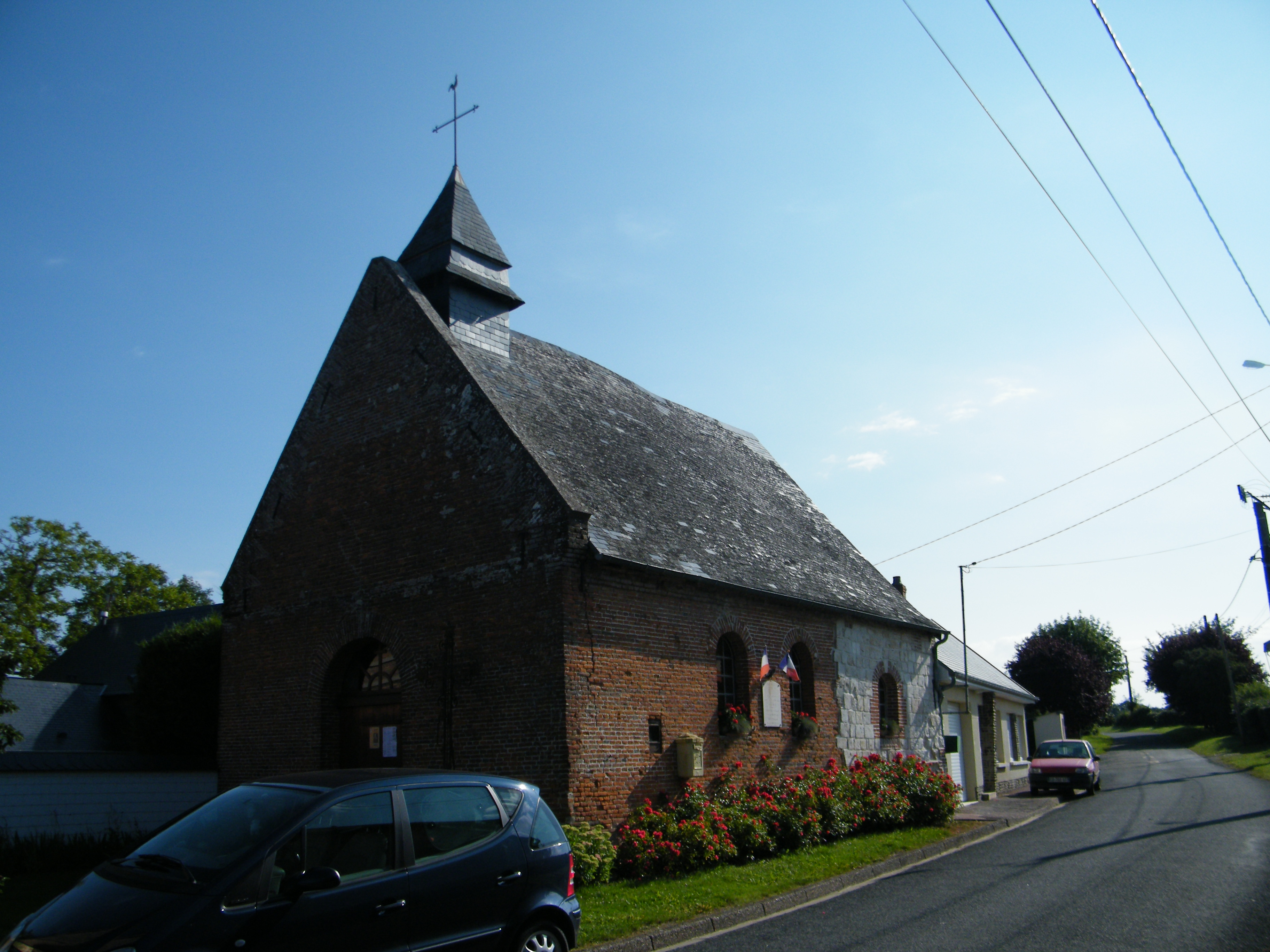
església

El 2007 hi havia 21 habitatges, 14 eren l'habitatge principal de la família, 5 eren segones residències i 2 estaven desocupats. Tots els 21 habitatges eren cases. Dels 14 habitatges principals, 13 estaven ocupats pels seus propietaris i 1 estava llogat i ocupat pels llogaters; 3 tenien tres cambres, 1 en tenia quatre i 9 en tenien cinc o més. 11 habitatges disposaven pel capbaix d'una plaça de pàrquing. A 7 habitatges hi havia un automòbil i a 6 n'hi havia dos o més.

### Piràmide de població

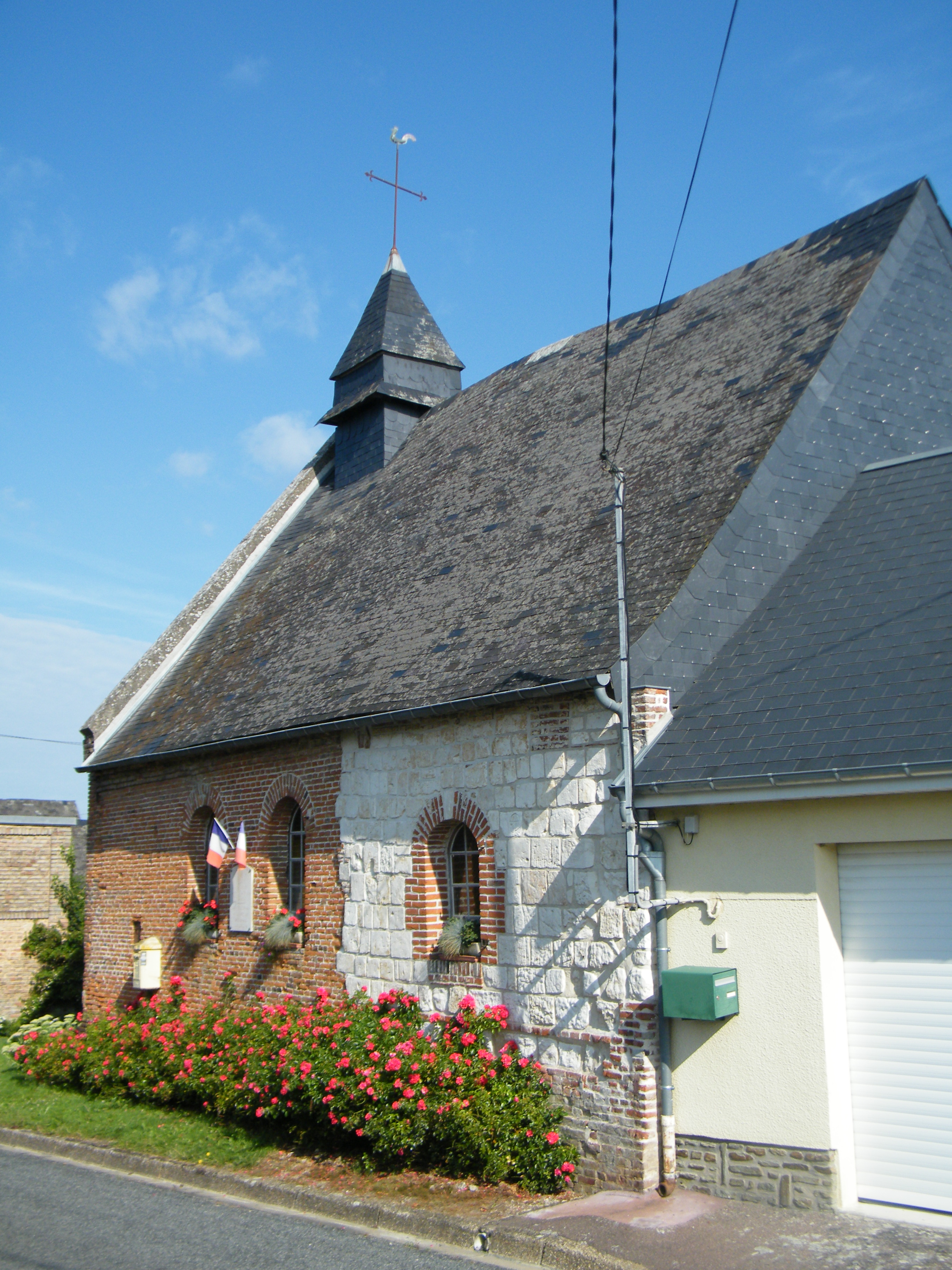

La piràmide de població per edats i sexe el 2009 era:
| Homes | Edats   | Dones |
| ----- | ------- | ----- |
| 0     | 95 o +  | 0     |
| 0     | 90 a 94 | 0     |
| 4     | 85 a 89 | 0     |
| 0     | 80 a 84 | 4     |
| 4     | 75 a 79 | 0     |
| 0     | 70 a 74 | 0     |
| 0     | 65 a 69 | 0     |
| 0     | 60 a 64 | 0     |
| 0     | 55 a 59 | 0     |
| 0     | 50 a 54 | 0     |
| 8     | 45 a 49 | 8     |
| 0     | 40 a 44 | 0     |
| 0     | 35 a 39 | 0     |
| 0     | 30 a 34 | 0     |
| 0     | 25 a 29 | 0     |
| 0     | 20 a 24 | 0     |
| 0     | 15 a 19 | 4     |
| 0     | 10 a 14 | 0     |
| 0     | 5 a 9   | 0     |
| 0     | 0 a 4   | 0     |

## Economia

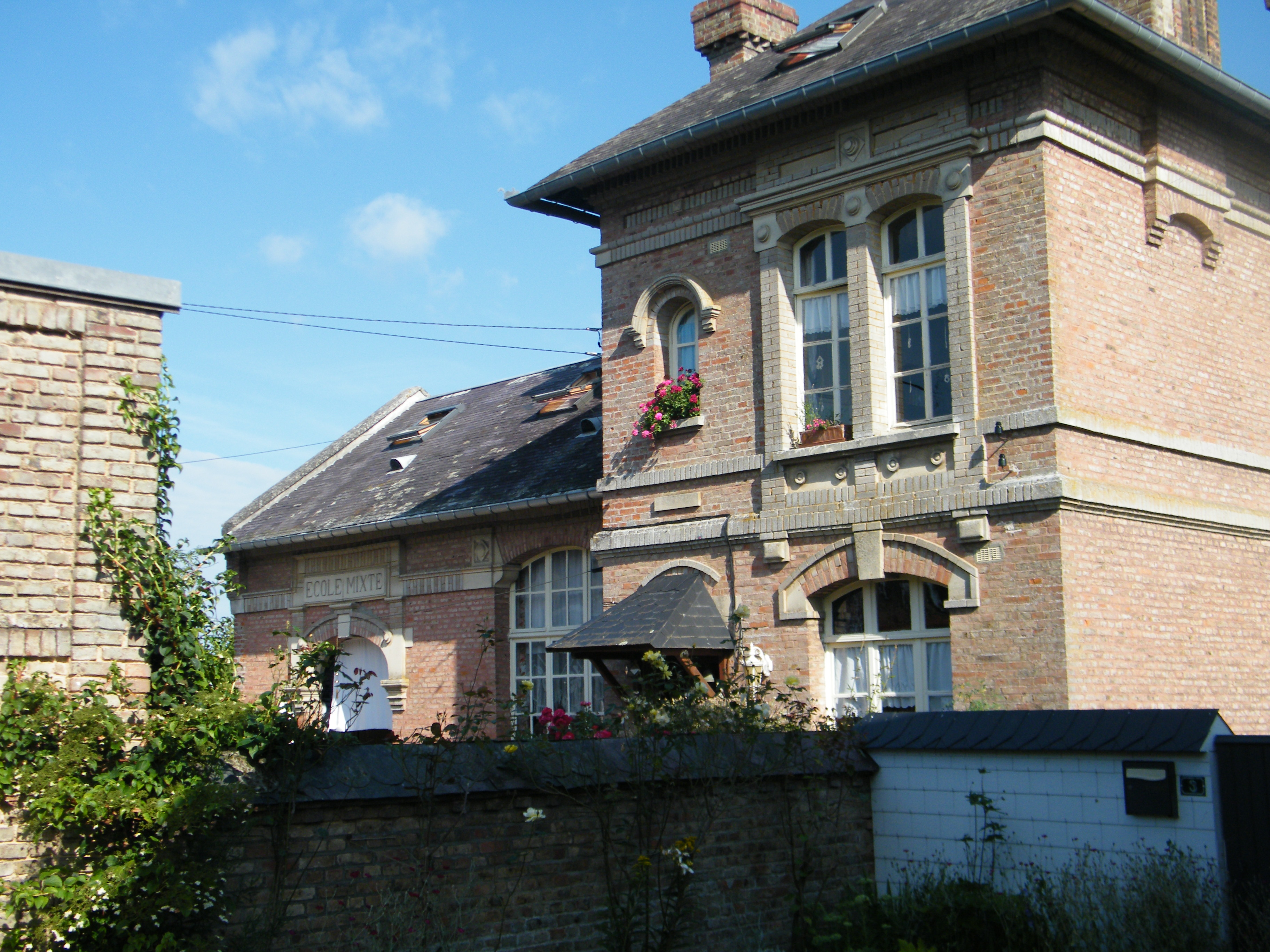

El 2007 la població en edat de treballar era de 18 persones, 17 eren actives i 1 inactiva. De les 17 persones actives 16 estaven ocupades (9 homes i 7 dones) i 1 aturada (1 home). L'única persona inactiva estava estudiant.
Activitats econòmiques

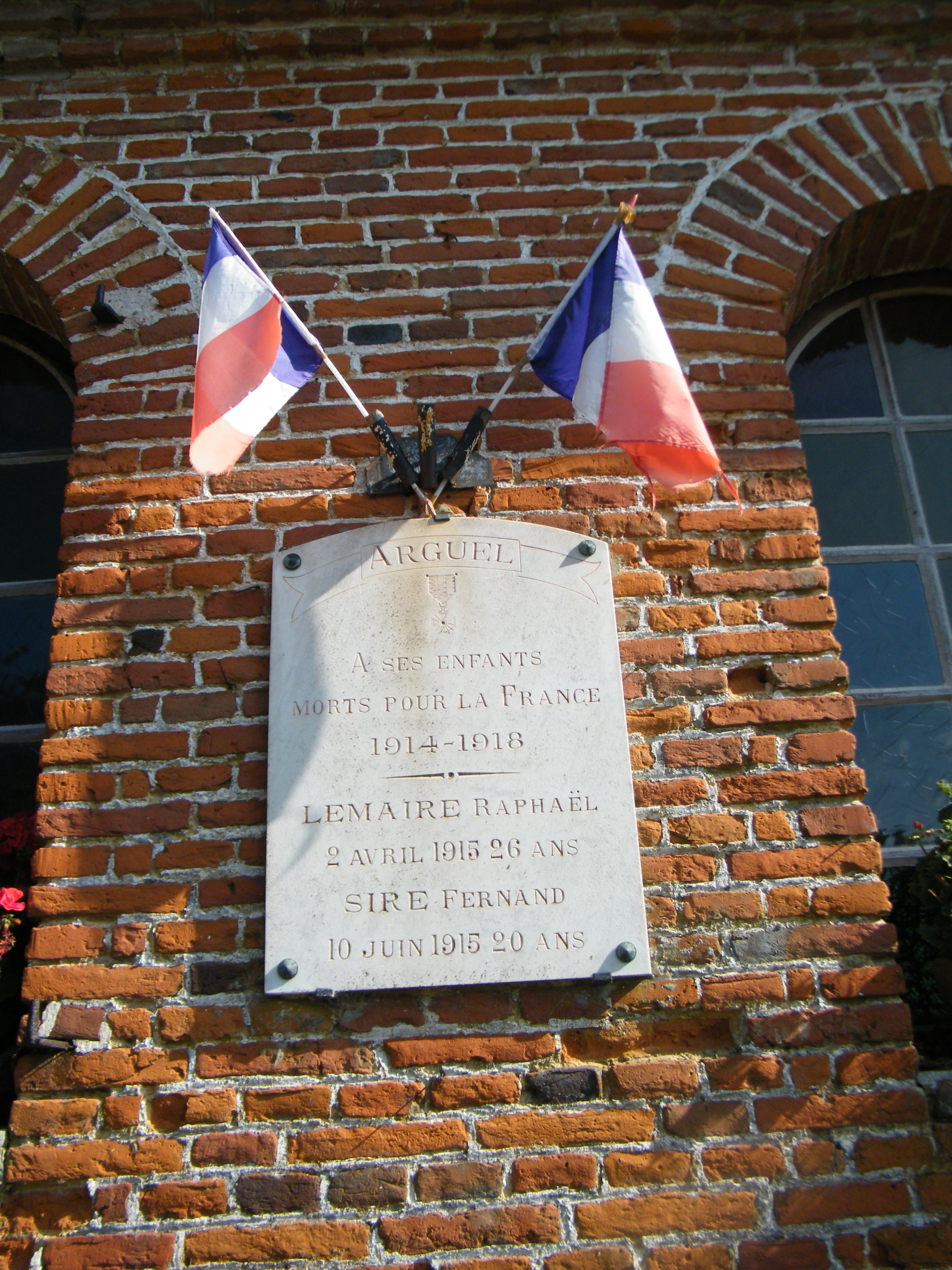

Els 2 establiments que hi havia el 2007 eren d'empreses extractives.

## Poblacions més properes
El següent diagrama mostra les poblacions més properes.